# House of Yes: Live from House of Blues
House of Yes: Live from House of Blues – podwójny album koncertowy progresywnego zespołu Yes. Przed wydaniem tego albumu we wrześniu 2000, zespół opuścił już gitarzysta Billy Sherwood. Następnie po oskarżeniach o molestowanie seksualne z zespołu usunięto Igora Choroszewa.

## Lista utworów
Album zawiera utwory:
Płyta pierwsza
1. Yours Is No Disgrace (Jon Anderson/Chris Squire/Steve Howe/Tony Kaye/Bill Bruford) – 13:04
2. Time and a Word (Jon Anderson/David Foster) – 0:58
3. Homeworld (The Ladder) (Jon Anderson/Steve Howe/Billy Sherwood/Chris Squire/Alan White/Igor Choroszew) – 9:45
4. Perpetual Change (Jon Anderson/Chris Squire) – 10:49
5. Lightning Strikes (Jon Anderson/Steve Howe/Billy Sherwood/Chris Squire/Alan White/Igor Choroszew) – 5:07
6. The Messenger (Jon Anderson/Steve Howe/Billy Sherwood/Chris Squire/Alan White/Igor horoszew) – 6:39
7. Ritual – Nous Sommes Du Soleil (Jon Anderson/Chris Squire/Steve Howe/Rick Wakeman/Alan White) – 0:59
8. And You and I (Jon Anderson; Themes by Bill Bruford/Steve Howe/Chris Squire) – 11:25
  1. Cord of Life
  2. Eclipse(Jon Anderson/Bill Bruford/Steve Howe)
  3. The Preacher the Teacher
  4. Apocalypse

Płyta druga
1. It Will Be a Good Day (The River) (Jon Anderson/Steve Howe/Billy Sherwood/Chris Squire/Alan White/Igor Choroszew) – 6:29
2. Face to Face (Jon Anderson/Steve Howe/Billy Sherwood/Chris Squire/Alan White/Igor Choroszew) – 5:32
3. Awaken (Jon Anderson/Steve Howe) – 17:35
4. I've Seen All Good People – 7:28
  1. Your Move (Jon Anderson)
  2. All Good People (Chris Squire)
5. Cinema (Jon Anderson/Chris Squire/Alan White/Trevor Rabin/Tony Kaye) – 1:58
6. Owner of a Lonely Heart (Jon Anderson/Chris Squire/Trevor Rabin/Trevor Horn) – 6:04
7. Roundabout (Jon Anderson/Steve Howe) – 7:43

## Skład
Muzycy:
- Jon Anderson – śpiew
- Chris Squire – gitara basowa, śpiew
- Steve Howe – gitary prowadzące, śpiew
- Igor Choroszew – organy
- Billy Sherwood – gitara, śpiew
- Alan White – perkusja